# ولادیسلاو واشچوک
ولادیسلاو واشچوک (اوکراینی: Владислав Вікторович Ващук؛ زادهٔ ۲ ژانویهٔ ۱۹۷۵) یک بازیکن فوتبال اهل اوکراین است.
وی همچنین در تیم ملی فوتبال اوکراین بازی کرده‌است.